# Tungari kenwayae
Tungari kenwayae is een spinnensoort uit de familie Barychelidae. De soort komt voor in Queensland.